# Folkvang
W mitologii nordyckiej Folkvang („pole ludu”) – idylliczna krainą Azów. Ciągle brzmią tam pieśni miłosne. Freja jest mocno powiązana z Folkvang, gdzie znajduje się jej rezydencja, Sessrumnir.